# Монастырь Успения Пресвятой Богородицы в Пендели
Монастырь Успения Пресвятой Богородицы в Пендели (греч. Ιερά Μονή Κοιμήσεως της Θεοτόκου Πεντέλης), также Монастырь Пендели (Μονή Πεντέλης) — монастырь в Греции. Расположен на южном склоне Пенделикона в малом городе Пендели, северном пригороде Афин. Принадлежит Афинской архиепископии. Настоятель — митрополит Иоанн (Сакеллариу).
Монастырь празднует 15 августа (Успение Пресвятой Богородицы) и 16 августа (память Святого Тимофея), а также Духов день.

## История

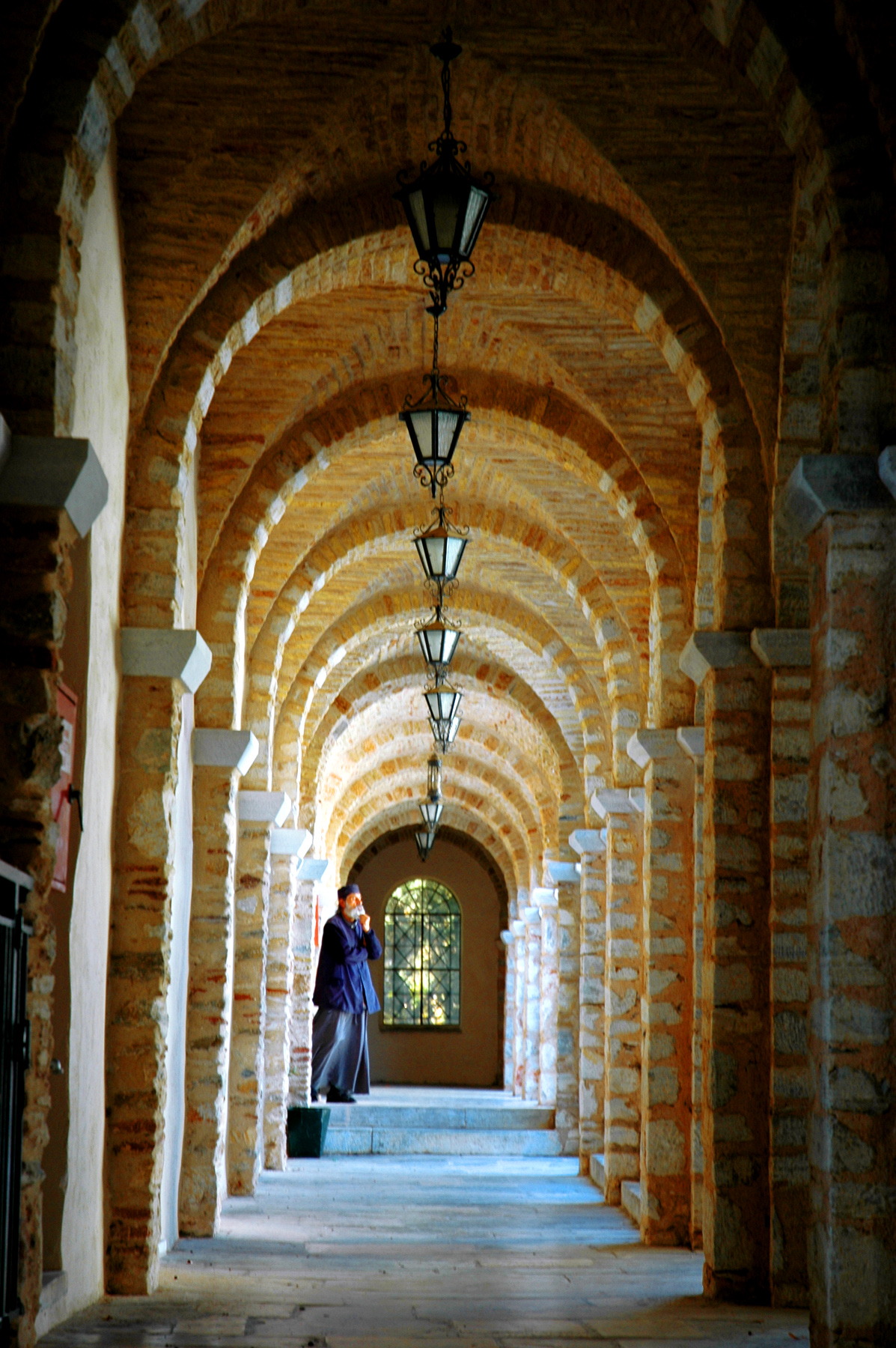

Монастырь основан в 1578 году святителем Тимофеем, епископом Эврипским, который бежал в Аттику с Эвбеи из-за преследований турок и стал первым настоятелем монастыря. По преданию, когда Тимофей искал место для монастыря, он наткнулся на скелет отшельника с иконой Пресвятой Богородицы и выбрал это место. По другим сведениям, монастырь построен на месте святилища Афины в области древнего дема Пентела (др.-греч. Πεντελή), принадлежащего к аттической филе Антиохис. При Тимофее были построены часть кафоликона, южные здания монастыря и башня у входа. Следующим игуменом стал Иерофей Деглерис (Ιερόθεος Δέγλερης), должность игумена наследовалась семьёй Деглериса до 1884 года. Монастырь процветал со времени основания. Получил по просьбе настоятеля ставропигию (независимость от епископа Афинского) от патриарха Константинопольского Иеремии II, а после 1660 года — покровительство валиде-султан Турхан-султан. В годы турецкого господства монастырь предоставлял кров больным и приют нуждающимся жителям окрестностей Афин. В последние десятилетия XVII века монастырь пришел в упадок, в 1688 году был разграблен. В начале XVIII века при патриархе Константинопольском Гаврииле III (1702—1707) монастырь вернулся под власть Афинского митрополита, получил снова ставропигию от патриарха Константинопольского Кирилла IV (1711—1713). Митрополит Афинский Иаков II (1713—1734) добился от патриарха Константинопольского Иеремии III возвращения в свою юрисдикцию церкви Святой Ирины — бывшего подворья монастыря в Пендели. В середине XVIII века монастырь был реконструирован, в 1778 году монастырь предоставил кров на несколько месяцев афинянам, бежавшим из города, чтобы избежать эпидемии чумы, которая охватила Аттику. Во время национально-освободительного восстания в 1821 году он помогал борцам продуктами, одеждой и деньгами. В нём же действовала «тайная школа», в которой иноки пробуждали и поддерживали у юношества стремление к свободе. Был разграблен турками. Библиотека монастыря, которая была переведена на Акрополь, была разрушена во время осады 1826 года, в то время как архив и различные реликвии, хранившиеся в часовне Айия-Динами на улице Митрополеос были утеряны. Монастырь был реорганизован после обретения Грецией независимости. Из своих старых подворий ещё сохраняет достаточно, особенно вокруг Пентеликона, например, древний монастырь в Дау-Пендели. Кафоликон был реконструирован в 1768 и 1858 годах, восстановлен в византийском стиле в 1953 году по проекту Анастасиоса Орландоса, сохранился украшенный фресками XVII века внутренний притвор. Новая роспись храма принадлежит знаменитому иконописцу Фотису Кондоглу. Также на территории монастыря можно увидеть две часовни. Одна посвящена Апостолу Павлу, а другая — основателю монастыря, Святому Тимофею, и в ней находятся его останки и личные вещи. Восточное крыло монастыря занимает Межправославный центр Элладской церкви, который был основан в 1971 году и целью которого является содействие укреплению взаимосвязей православных церквей через общее изучение проблем, встречающихся сегодня в их жизни. Он представляет из себя гостиницу и конференц-зал с современным оборудованием. Также в помещениях монастыря есть небольшой музей с религиозными реликвиями и библиотекой. В раскопанных галереях старого монастыря, где действовала «тайная школа» расположена постоянная экспозиция. Монастырь стал местом встреч и собеседований богословов, приезжающих в Грецию. В нём бывают и епархиальные собрания.
В 1940 году в монастыре жил Кассиан (Безобразов), который занимался оформлением своих документов. В 1972 году в монастыре принял постриг Георгий (Капсанис), игумен Монастыря преподобного Григория на Святой Горе Афон.

## Игумены (настоятели)
- Дамаскин (Папандреу) (1918 — декабрь 1922)
- Хризостом (Даскалакис) (1934—1941)
- Иоанн (Сакеллариу) (с 1994)